# توروييا دي مونتغري
بلدية توروييا دي مونتغري (بالإسبانية: Torroella de Montgrí) هي بلدية تقع في مقاطعة جرندة التابعة لمنطقة كتالونيا شمال شرق إسبانيا.

## الديموغرافيا
بلغ عدد سكان بلدية توروييا دي مونتغري 11.385 نسمة عام 2011 (وفقاً للمعهد الوطني الإسباني للإحصاء).
| 7.726 | 8.265 | 9.004 | 10.228 | 10.924 | 11.598 | 11.385 |